# Chrám svaté Barbory

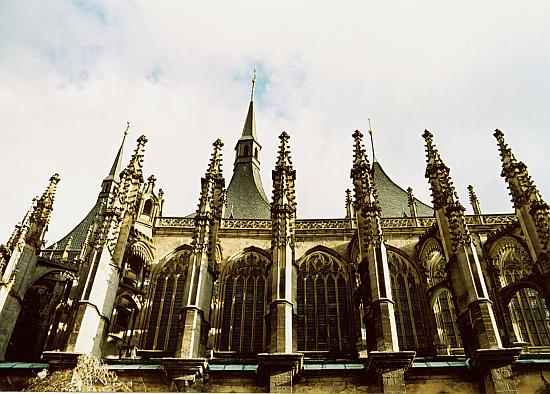
Pohled do vnějšího opěrného systému kostela sv. Barbory

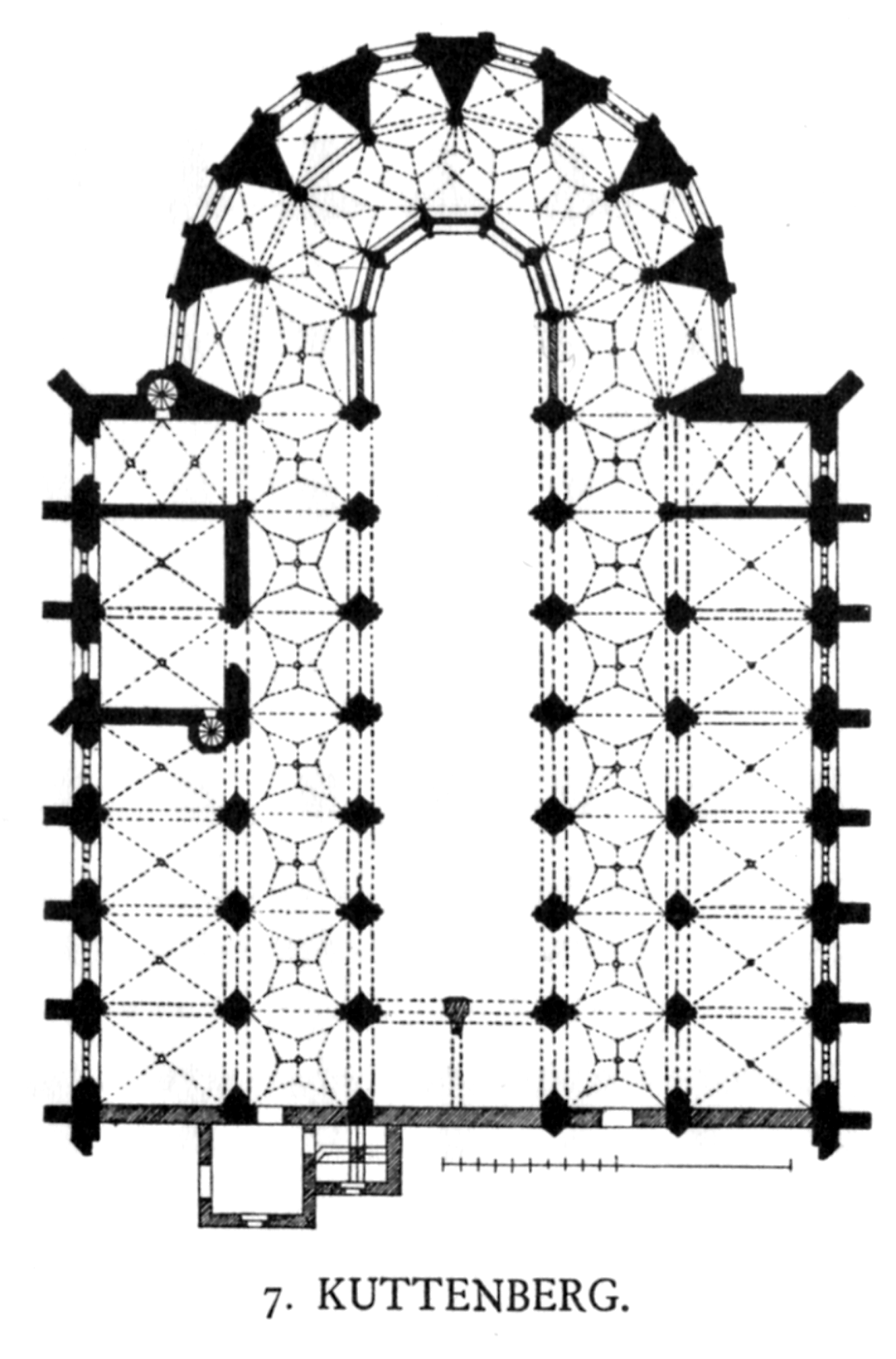
Půdorys první etáže chrámu (stav před rekonstrukcí na konci 19. stol.)

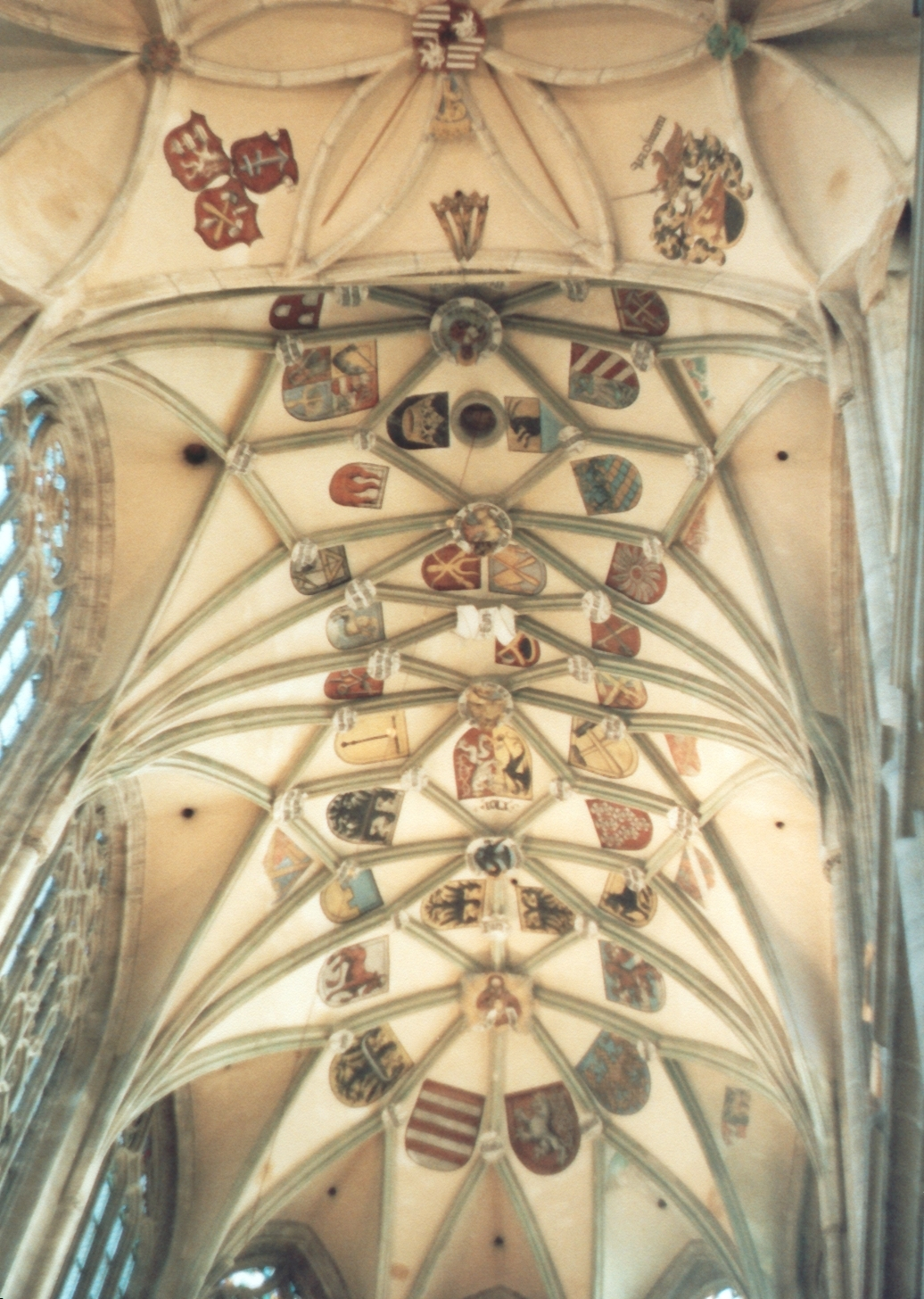
Síťová žebrová klenba presbytáře

Chrám svaté Barbory je římskokatolický filiální kostel v Kutné Hoře. Z architektonického hlediska se jedná o pětilodní gotickou katedrálu. Okolnosti fundace chrámu Božího Těla a svaté panny Barbory jsou zcela unikátní.
V místech ostrohu nad říčkou Vrchlicí stávala kaplička zasvěcená patronce horníků, svaté panně Barboře. Na popud Bratrstva Božího Těla měšťané na své náklady vybudovali chrám, který architektonicky směle konkuroval pražské katedrále.
Chrám svaté panny Barbory vyjadřuje úctu měšťanů k Božímu Tělu, moc královského města, dobové napětí mezi Prahou a Kutnou Horou a také osamostatnění Kutné Hory od sedleckého kláštera. Možná právě proto byl kostel vybudován za městskými hradbami, mimo sedleckou duchovní správu, na pozemku pražské kapituly.
Od roku 1995 je zapsán na seznamu Světového dědictví UNESCO.

## Historie
Stavba kostela svaté Barbory započala roku 1388, podle některých pramenů měla tato stavba mít dvojnásobnou délku lodi než má současný kostel. Stavba probíhala v několika etapách a do značné míry souvisela s prosperitou stříbrných kutnohorských dolů. Práce byly definitivně zastaveny roku 1558, přičemž byl kostel na západě uzavřen pouze provizorní zdí. Následující zásahy měly pouze udržovací charakter.
Za husitských válek byl chrám kališníky vydrancován, zpovědnice byly roztřískány, obrazy roztrhány, chrámový poklad pak rozkraden.
Během pobělohorské rekatolizace ve dvacátých letech 17. století byl kostel zbaven utrakvistických symbolů:
| „                                       | Na potupu Čechům, jenž se evangelitského religionu přidrželi a od strany odporné římského náboženství papeženského hearetici, kacíři, husitové, luteráni, kalvinistové atd. jmenováni byli, vyškrtán jest obličej mistra Jana Husi, mučedlníka českého, na jednom oltáříku v kaple mincířské namalovaného, v chrámě Barborském; a v kaple havéřské v témž chrámě vylomen kalich na hrobě kamenném, pěkně vytesaném s obrazem Filipa, biskupa sidonienského, Italiana; kterýžto biskup byl se z Prahy do Hory Kutny dostal a svátosti večeře Krista Pána lidu obecnímu pod dvojím spůsobem podával a tu na Horách Kutnách život svůj dokonal i pohřben. | “ |
| — Mikuláš Dačický z Heslova k roku 1623 | |   |

| „                                       | Ve čtvrtek po památce sv. Bartoloměje apoštola, 29. měsíce Augusti, nařízením nejvyššího mincmistra Viléma z Vřesovic sňat jest z kostela Barborského na Horách Kutnách kalich velký, pozlacený, na štítu před lety postavený; a to dolů snětí stalo se na potupu evangelitského religionu se přidržícím. | “ |
| — Mikuláš Dačický z Heslova k roku 1624 | |   |

V roce 1626 byl kostel předán jezuitům, kteří vedle něj pak vybudovali kolej. Po požáru kostela provedli barokní úpravy. Především došlo k vybudování barokního krovu (viz historické foto ve fotogalerii).
Mezi lety 1884 a 1905 byla na základě popudu místního archeologického spolku Vocel provedena puristická rekonstrukce, při které byla budova nejen obnovena, ale také prodloužena o jedno klenební pole k západu, kde bylo vybudováno nové neogotické průčelí. Barokní krov byl nahrazen krovem v podobě trojice gotizujících stanových střech, které zřejmě zhruba odpovídají původnímu gotickému řešení.

## Architekti a průběh výstavby

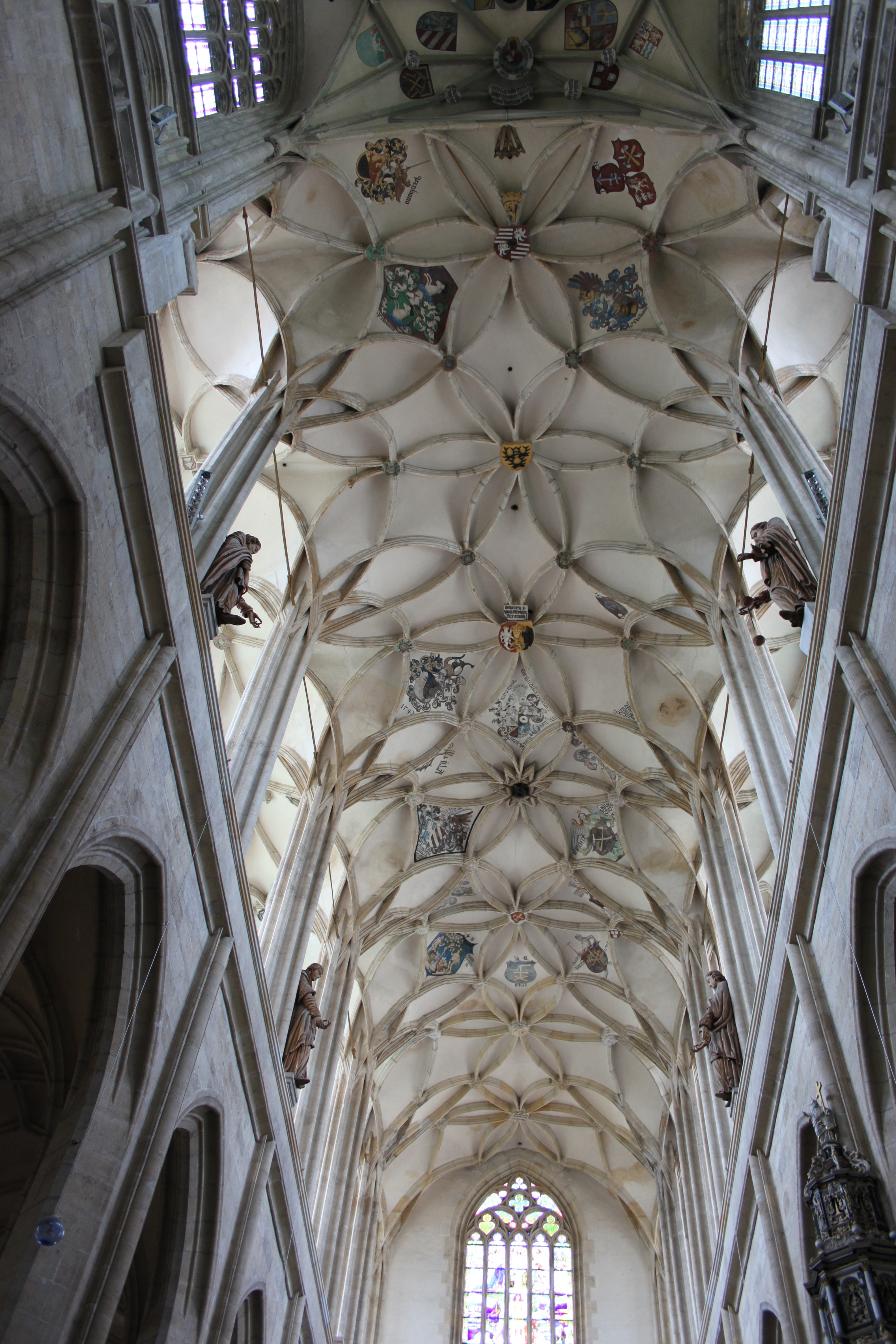
Kroužená klenba hlavní lodi, Benedikta Rieda

První fázi výstavby prováděla huť stavitele Svatovítské katedrály Petra Parléře, pravděpodobně pod vedením jeho syna Jana Parléře. Jan Parléř vystavěl nejstarší část stavby s věncem obvodových kaplí podle vzorů francouzských katedrál. Původně budované trojlodí bylo brzy rozšířeno o široké vnější lodi, avšak s příchodem husitských válek byla stavba poprvé na šedesát let přerušena. Do té doby dosáhla téměř poloviny současné výšky, střední trojlodí však nebylo zaklenuto. Než stavba v roce 1547 získala klenbu, nebyla krytá proti dešti, což jí pochopitelně nesvědčilo. Práce na kostele byly znovu obnoveny v roce 1482, nejprve zde pracovali místní stavitelé, kteří pokračovali v intencích zakladatele stavby Jana Parléře. Stavba byla budována z pískovce, získávaného z nedalekých dolů.
Od roku 1489 až do své smrti roku 1506 pracoval na dostavbě kostela Matěj Rejsek. Ten dostavěl chór, v němž provedl triforium, zónu bazilikálních oken, bohatě utvářenou síťovou žebrovou klenbu (dokončena 1499) a také příslušnou část vnějšího opěrného systému. Stavební zásahy Matyáše Rejska jsou charakteristické uplatněním množství velmi bohatého pozdně gotického dekoru. Podle Rejskova návrhu se pokračovalo až do roku 1509.
Aby bylo možné kostel používat, bylo potřeba především dokončit bazilikálně převýšenou hlavní loď. Příchod respektovaného architekta Benedikta Rejta roku 1512 však znamenal radikální změnu. Rejt kromě vrchní části hlavní lodi vybudoval ještě dvě shodně vysoké boční lodě, které se nad zónou mezilodních arkád otevírají do hlavní lodi ve formě empor založených o 1,15 m níž, než je úroveň triforia, díky čemuž společně s nimi i celá horní část kostela působí jako samostatný celek. V podstatě tak vznikl nad původní částí kostela nový, pozdně gotický halový kostel, zaklenutý krouženou žebrovou klenbou a silně prosvětlený množstvím rozměrných oken. Iluzi „kostela nad kostelem“ ještě zdůraznilo zcela nezvyklé umístění oltářů i ve druhé etáži kostela.
Podle Rejtova projektu se stavělo i po jeho smrti roku 1534, avšak s postupným poklesem těžby stříbra opět docházely finanční zdroje, a tak byly v roce 1558 práce definitivně zastaveny, aniž by došlo k vybudování poslední části soulodí, pravděpodobně o rozsahu dalších 4 až 6 klenebních polí. Současná podoba chrámu je z přelomu 19. a 20. století, kdy proběhla rozsáhlá regotizace a celková obnova chrámu. Poslední stavební úpravy byly dokončeny až roku 1905.
Štědří donátoři novogotické obnovy nechali začátkem 20. století vyzdobit velkou část oken vitrážemi, na nichž malíř František Urban ztvárnil řadu čistě křesťanských motivů, ale i významné události své současnosti např. návštěvu chrámu tehdejším císařem Františkem Josefem I. Na tuto tradici navázal v roce 2014 zatím poslední výtvarný počin: vitráž s motivem svaté Anežky Přemyslovny, která ozdobila poslední čiré okno v jižní lodi chrámu.   

### Varhany
Současné varhany v chrámu svaté Barbory byly postaveny v roce 1905 firmou Rieger-Kloss do již postavené Barokní skříně. Varhany mají 3 manuály (klaviatury) a pedál, celkem mají 65 rejstříků a jsou pneumatické traktury. Jsou umístěny na kůru v západní části chrámu. Varhany jsou často využívány při bohoslužbách a koncertech, které se v chrámu občas konají.

### Program záchrany architektonického dědictví
V rámci Programu záchrany architektonického dědictví bylo v letech 1995–2014 na opravu památky čerpáno 6 500 000 Kč.
| rok    | 1998  | 1999  | 2002  |
| ------ | ----- | ----- | ----- |
| částka | 2 400 | 1 700 | 2 400 |

## Architektonický popis

### Exteriér
Orientovaná stavba je pojata jako pětilodní katedrála, původně zamýšlená jako bazilikální trojlodí, k němuž byly hned na počátku stavby přistavěny dvě vnější lodi. Konstrukčně se jedná o pilířový skelet. Pilíře vnějších lodí vystupují z obvodového pláště. Oproti původním plánům byly boční lodi hlavního trojlodí navýšeny do výšky hlavní lodi, nad arkádami bylo vytvořeno síňové trojlodí, následně zastřešené jako celek, patrně trojicí stanových střech křivkového spádu. Zmíněným navýšením se kostel změnil na halový typ, bazilikálně převyšující pouze přistavěné postranní lodi. Na východě je kostel ukončen protáhlým chórem s polygonálním ochozovým závěrem, v dolní polovině obestavěným obvodovými kaplemi. Kaple mají valbovou střechu a tvoří jednotný blok. Nad vnější lodi pětilodní a nad kaple chóru je vyveden rozsáhlý opěrný pilířový systém se symetricky rozmístěnými násobnými pilíři o stejné výšce, zdobenými poměrně masivními fiálami, ukončenými kytkou. Odvodnění je zajištěno pomocí figurálně ztvárněných chrličů.
V posledním klenebním poli přetíná chór příčná loď, stejné výšky jako ochozové kaple a šířky zarovnané s vnějšími bočními loděmi, zdůrazněná navenek pouze dvojicí masivních pilířů s chrliči. Vstupní průčelí je pětidílné, pseudogotické. V horní části ho odlehčují 3 vysoká okna zakončená lomeným obloukem s plaménkovou kružbou. Jeho symetrii narušuje umístění oken v dolní části.

### Interiér
Prostor hlavní lodi, příčné lodi a chóru v první etáži obíhá arkáda zalomených profilovaných oblouků na hladkých polygonálních pilířích s trnoží, do nichž plynule přechází žebra bez přípor. Nad arkádou obíhá římsa, následovaná úzkým pásem volné zdi, ukončené v zábradlí horní části dostavěného síňového trojlodí, vytvářející ochoz. Jeho zeď je otevřena velkými okny s plaménkovou kružbou. Do kouta spojení příčné lodi a chóru ústí dvě vřetenová schodiště. Chór je zaklenut síťovou klenbou. Hlavní loď je zaklenuta pozdně gotickou krouženou žebrovou klenbou o sedmi polích (6 původních a 1 dostavěném), jejímž autorem byl patrně Benedikt Rejt. Vnitřní boční lodi jsou zaklenuty též krouženou klenbou, jiného vzoru. Ač se vzor žeber kroužené klenby vizuálně podobá klenbě Vladislavského sálu, jejich konstrukční řešení se liší. Jelikož je klenba Barbory nesena na subtilních pilířích a vnějším opěrným systémem jsou podporovány pouze klenby bočních lodí, musela být klenba hlavní lodi plošší a lehčí než ve Vladislavském sále, který má mohutné stěny a kde bylo možno klenbu podepřít opěráky. Kutnohorská klenba je ve svém rozvrhu bohatší a motivicky rozvíjí základní vzorec klenby pražské. Pro barokní architekturu je velmi důležité to, že tuto krouženou klenbu zřejmě viděl Jan Santini před započetím barokní obnovy cisterciáckého klášterního kostela v nedalekém Sedlci.

## Výzdoba
V kněžišti je umístěno pozdně gotické pastoforium pocházející z dílny Matyáše Rejska z doby kolem roku 1510. Chórové lavice jsou zdobeny řezbami řezbáře mistra Jakuba Nymburského z let 1480–1490.
Pozoruhodné a ojedinělé v našem středověkém umění jsou dochované pozdně gotické fresky s báňskou tematikou v některých kaplích (Hašplířská kaple). Například v kapli Hašplířské lze nalézt vyobrazení práce u hašplu neboli rumpálu. V Mincovní kapli je na stěnách znázorněna středověká technika ražby mincí. Nejunikátnější je ovšem malířská výzdoba Smíškovské kaple (1485–1492) zobrazující typologicky pojaté scény Královna ze Sáby přichází ke králi Šalomounovi, Trajánův soud, Vidění Tiburtské Sybily a Ukřižování. Ve spodní části kaple doplňuje tyto výjevy ještě pozoruhodná malba „litterati“, připravujících liturgické náčiní k bohoslužbě. Malíř, který vytvořil tyto malby, byl nejen velmi schopným tvůrcem, ale byl navíc i dobře poučen o soudobé italské malířské produkci. Architektonicky nejzdobnější částí exteriéru zůstávají kamenické a sochařské práce v nejvyšší části budovy, zejména na opěrném systému. Kromě výše zmiňovaných fiál s kytkou zde lze nalézt mnohá vyobrazení fauny a flory, satirických figur, démonů či mytických tvorů.

## Bohoslužby
V současné době (2025) jsou v chrámu slouženy bohoslužby každé úterý v 18:00, kromě toho se v chrámu slouží významné bohoslužby (stříbření, půlnoční, 4. prosince na svátek sv. Barbory, slavnost božího těla a krve páně).

## Fotogalerie

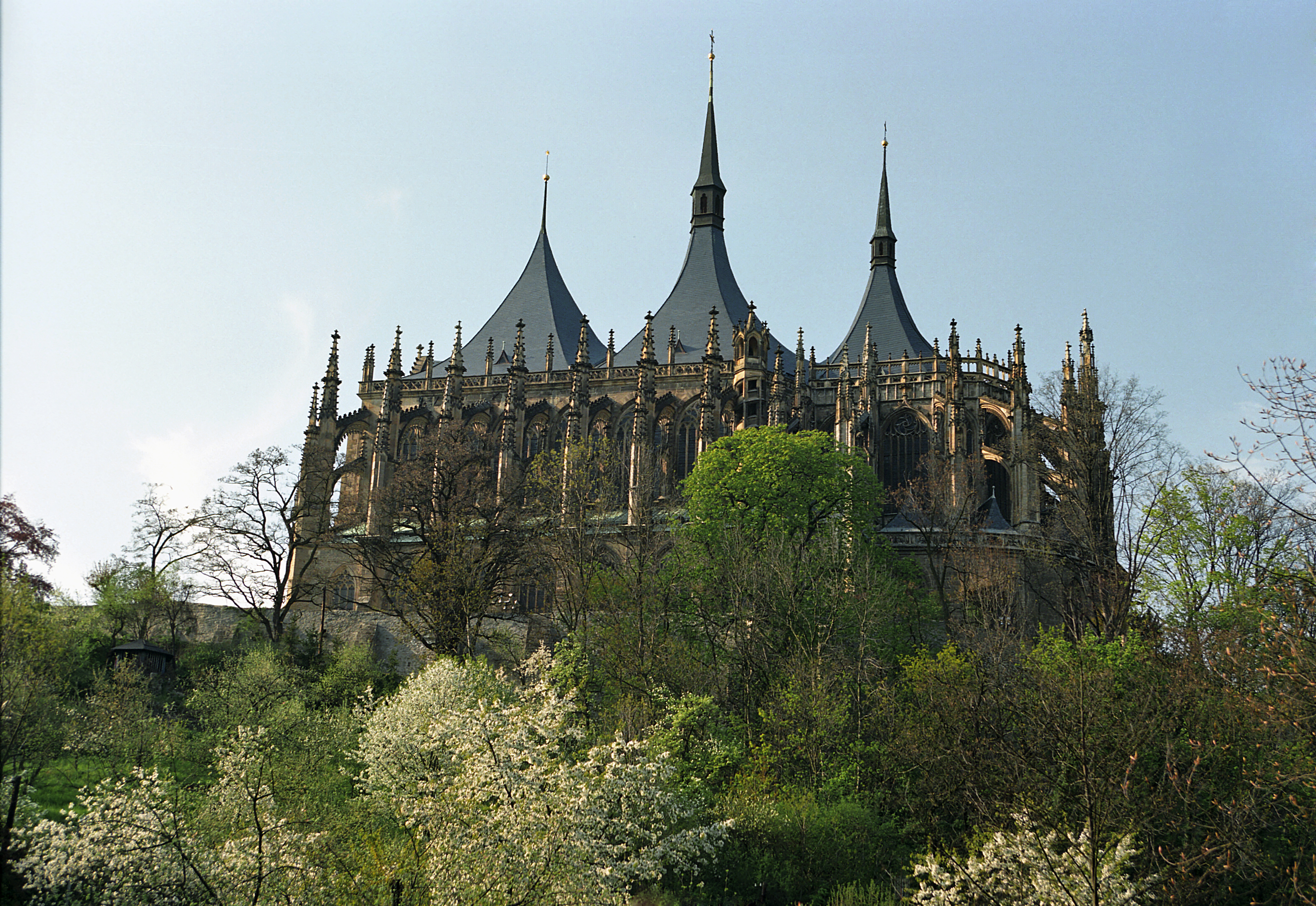
Celkový pohled
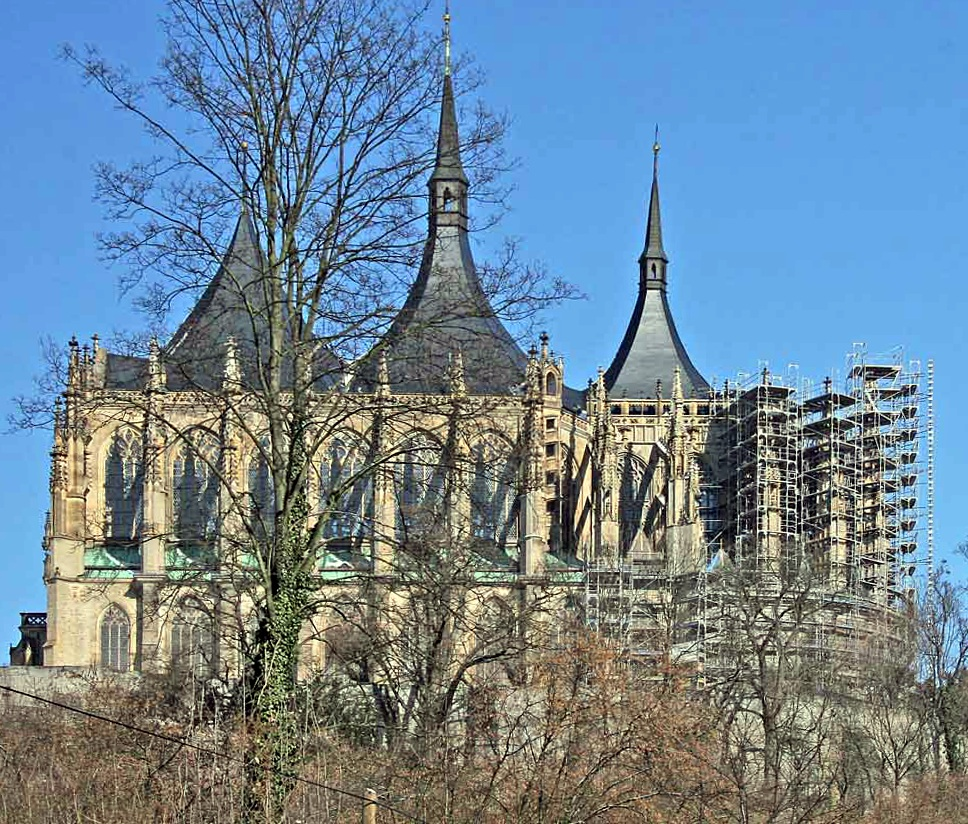
Celkový pohled, stav v roce 2006
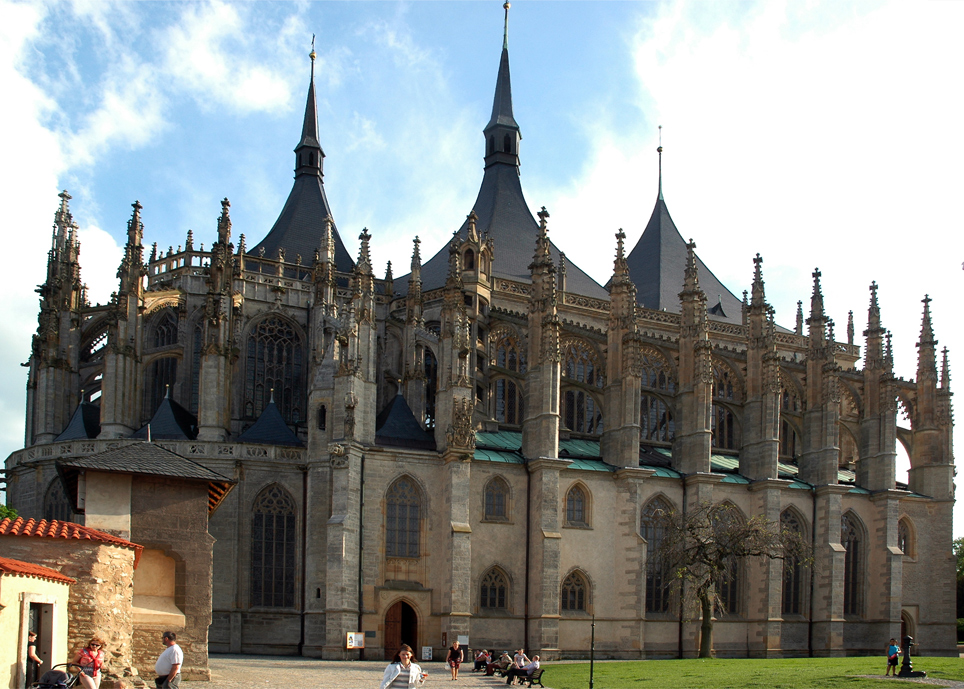
Celkový pohled
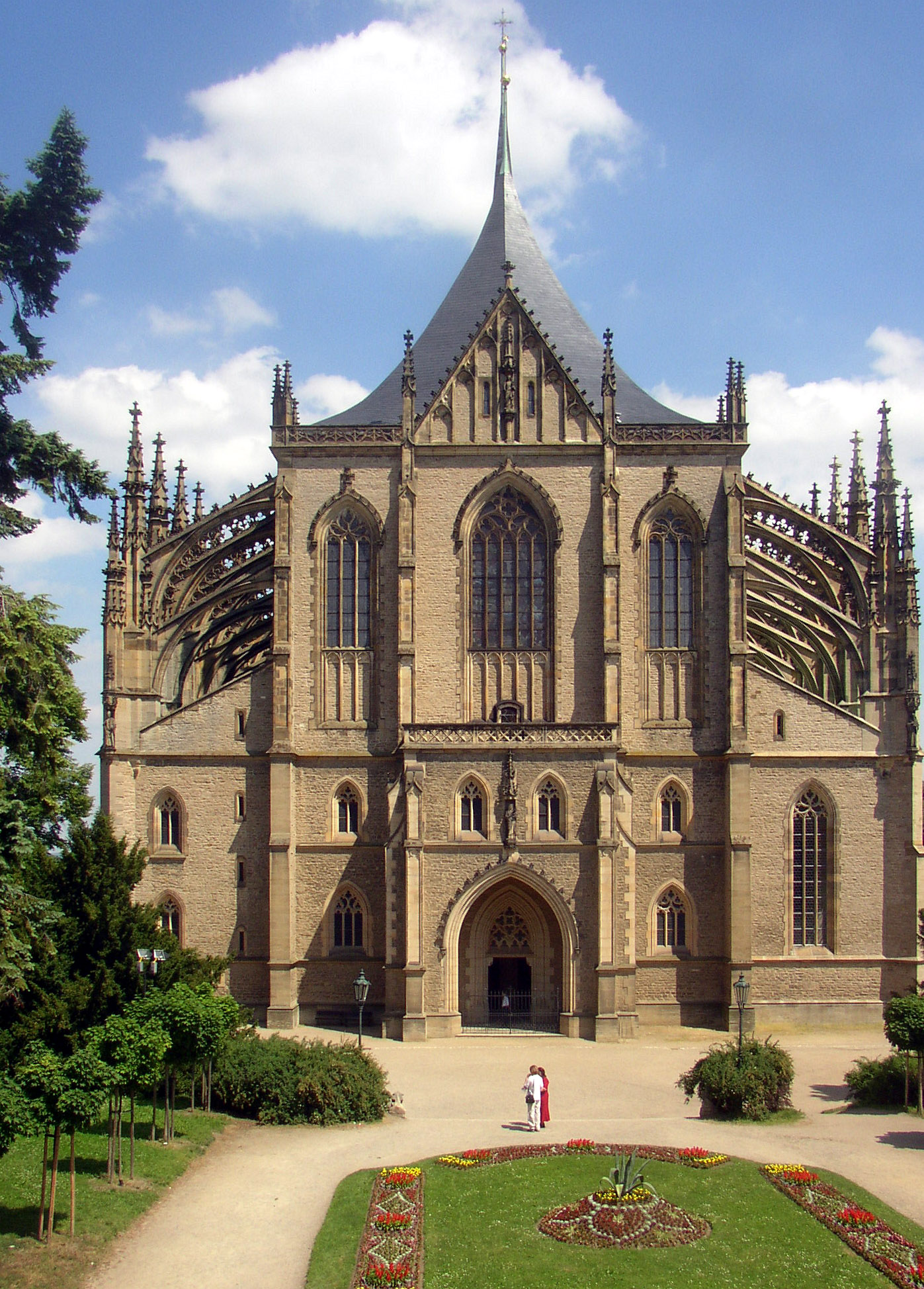
Neogotické průčelí kostela z konce 19. století
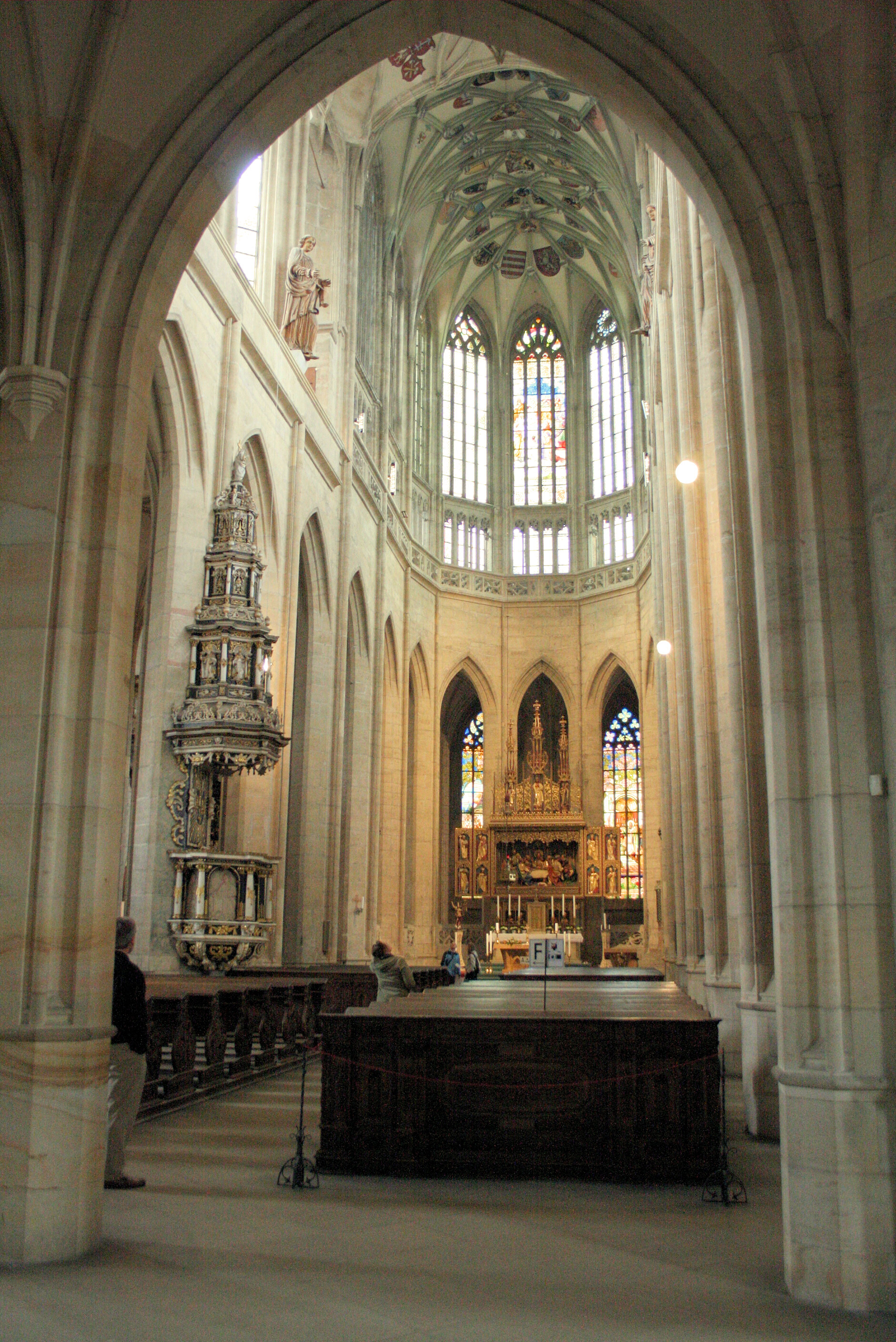
Interiér kostela
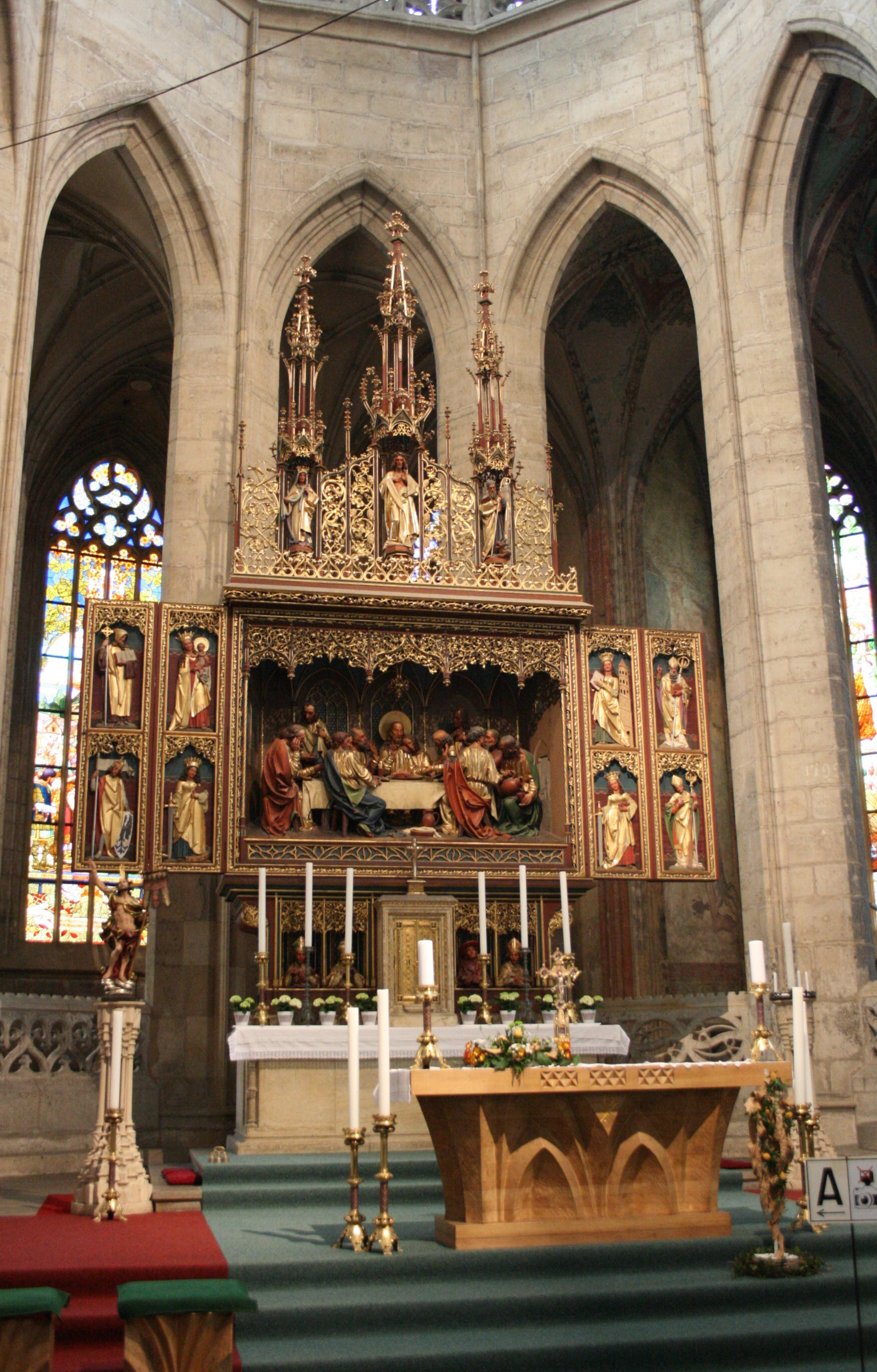
Interiér kostela
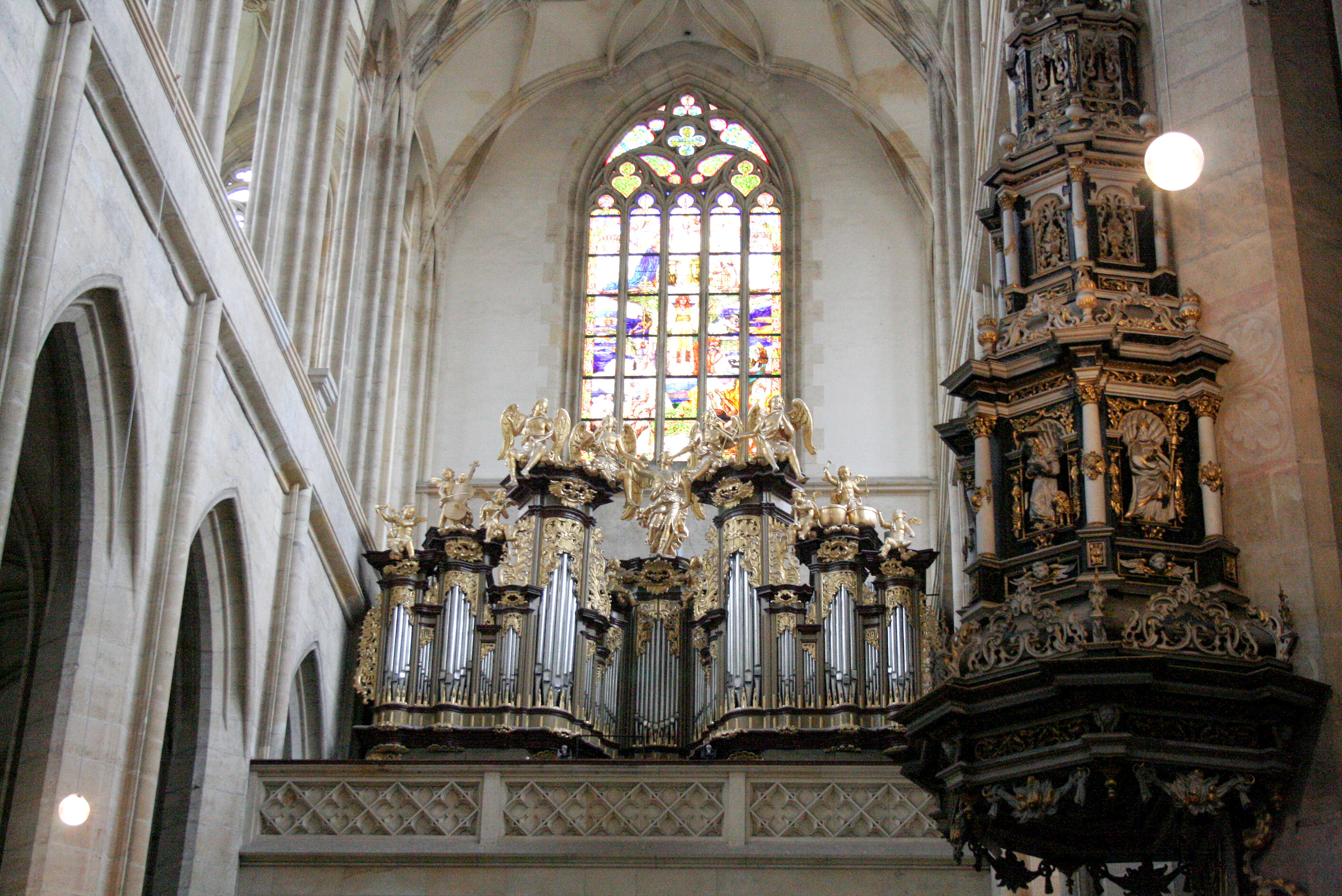
Varhany
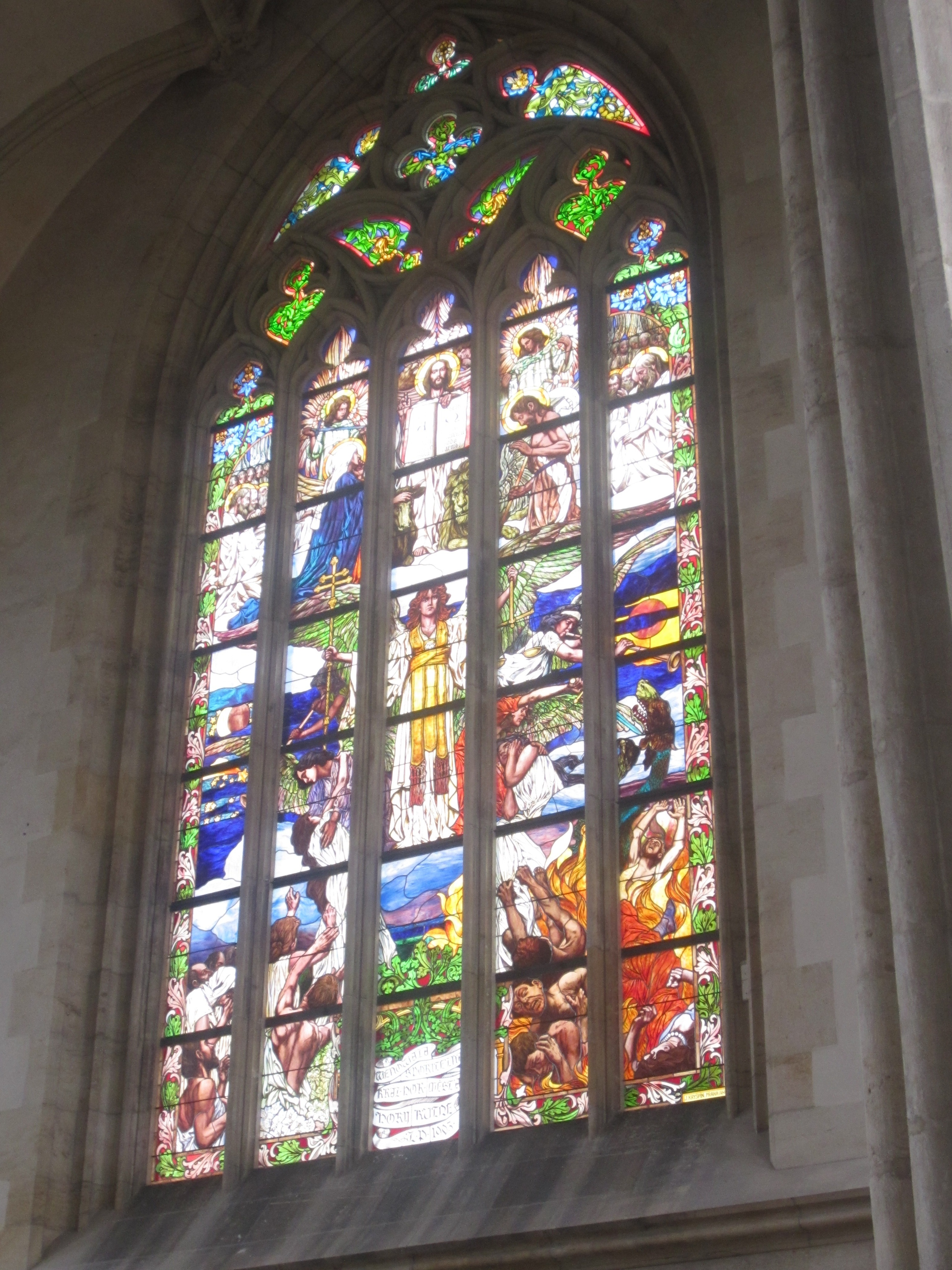
Interiér kostela (vitráž)
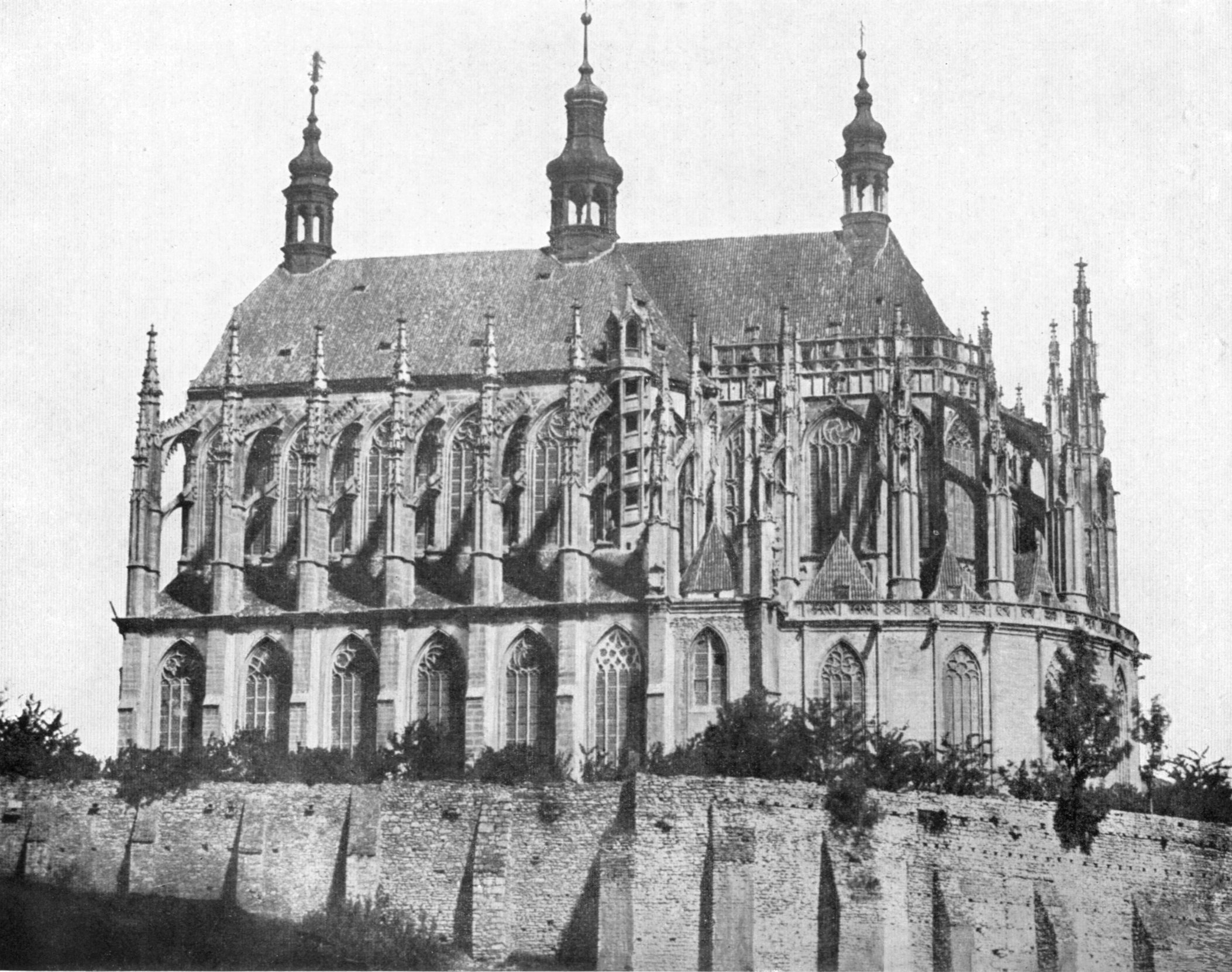
Celkový pohled, stav v roce 1856, foto: Andreas Groll
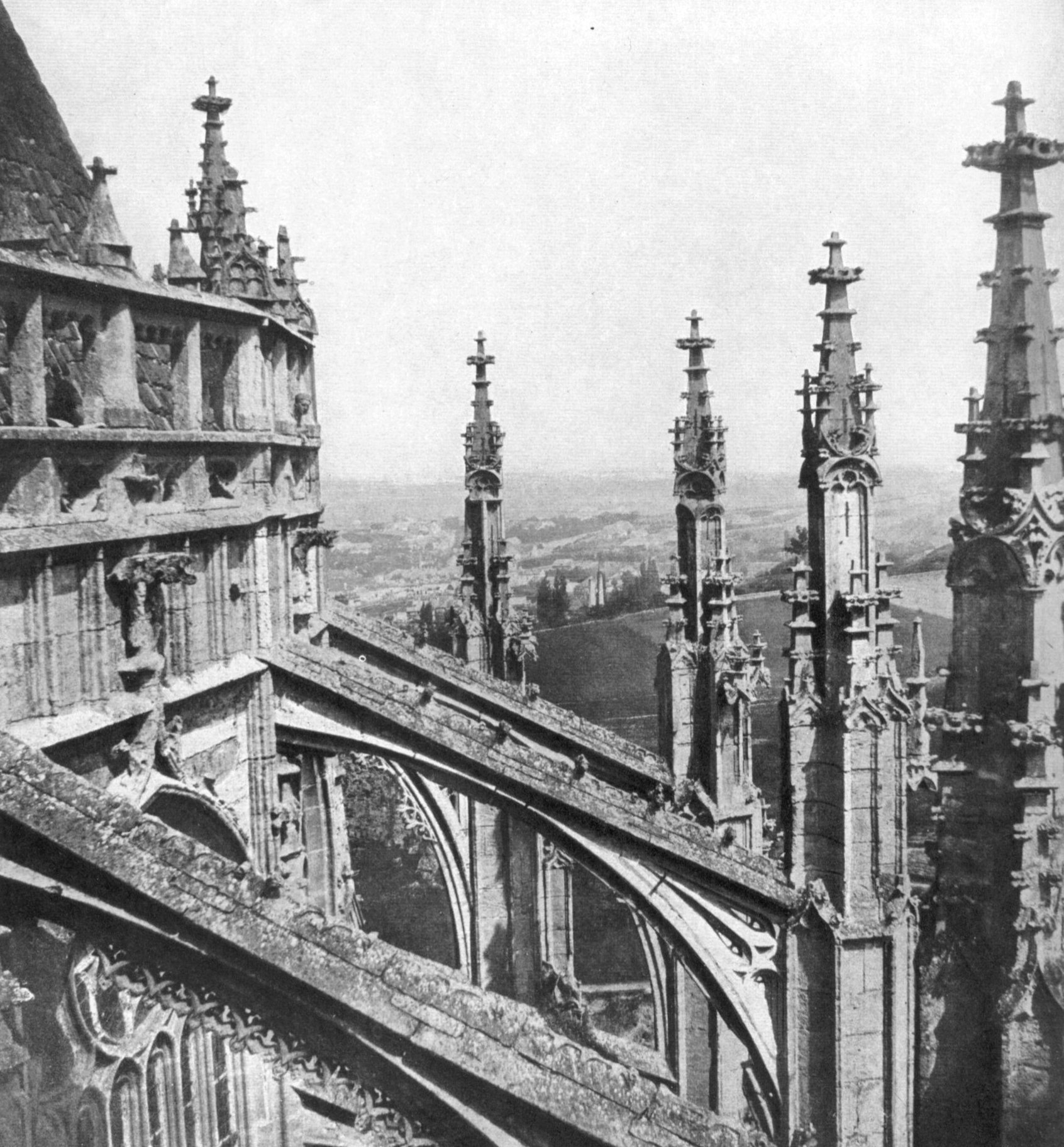
Pohled do opěrného systému, 1856, foto: Andreas Groll
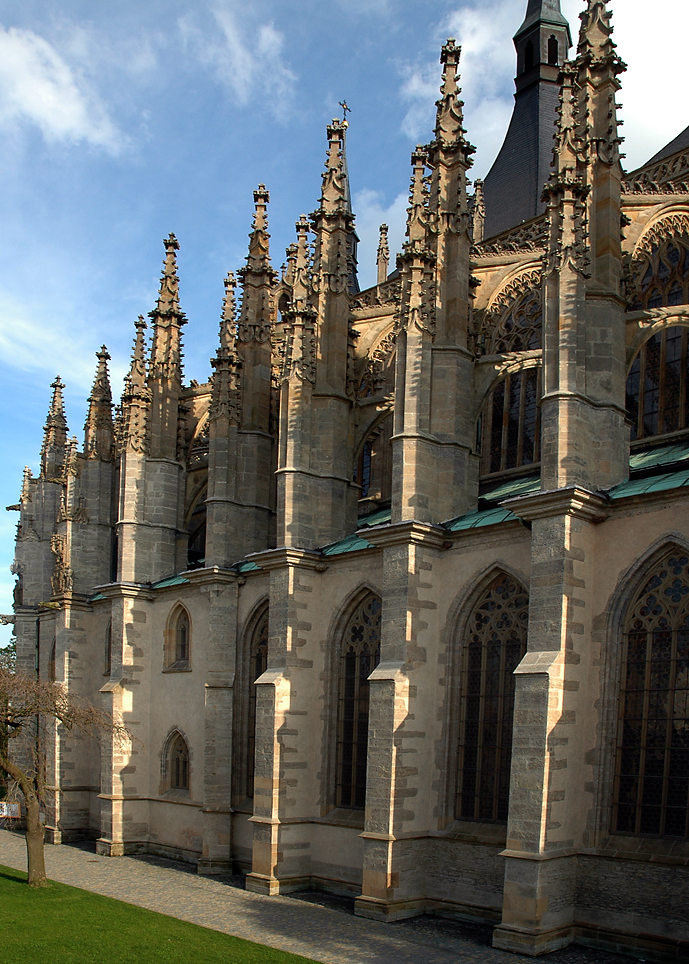
Pohled na vnější opěrný systém
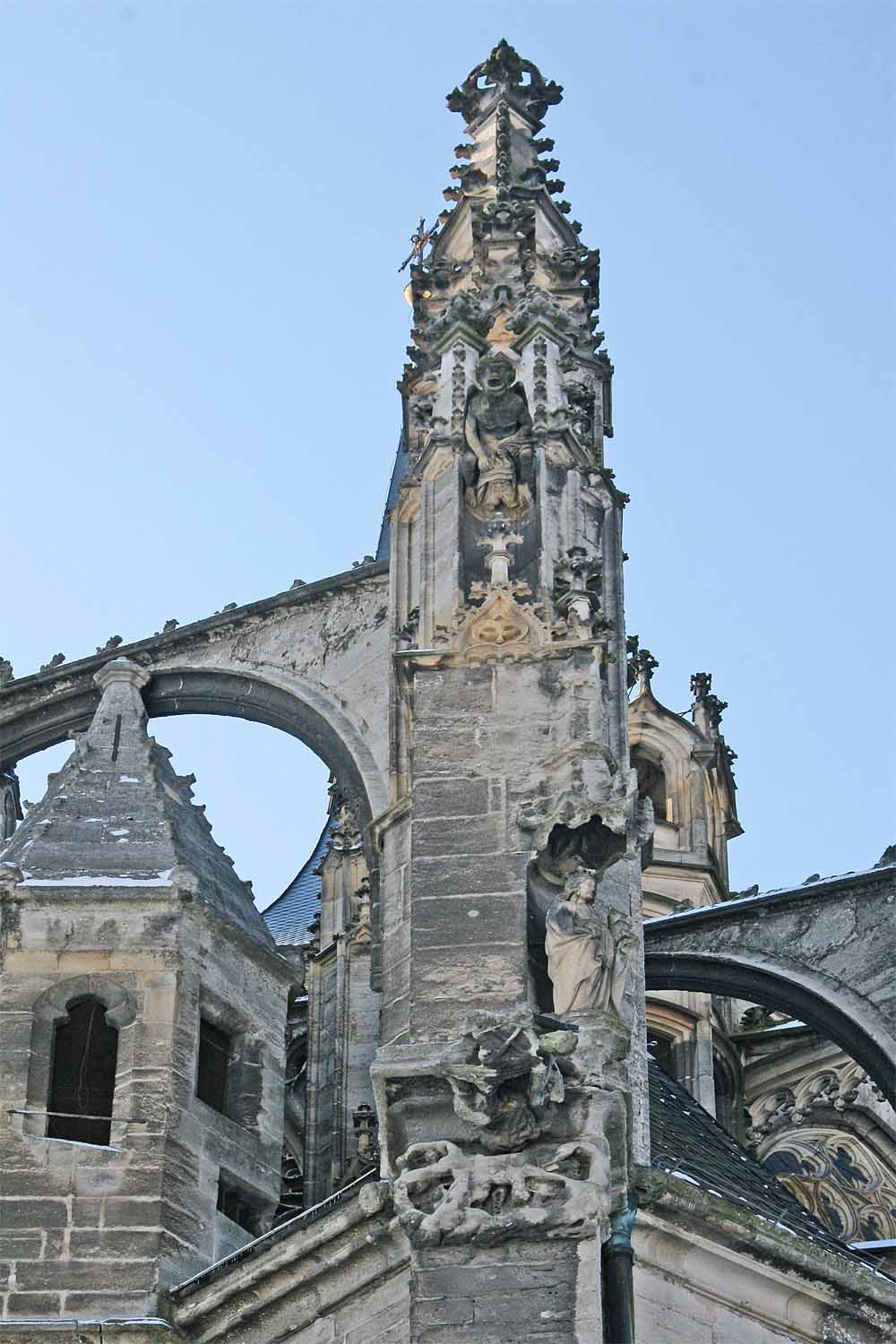
Detail sochařské výzdoby
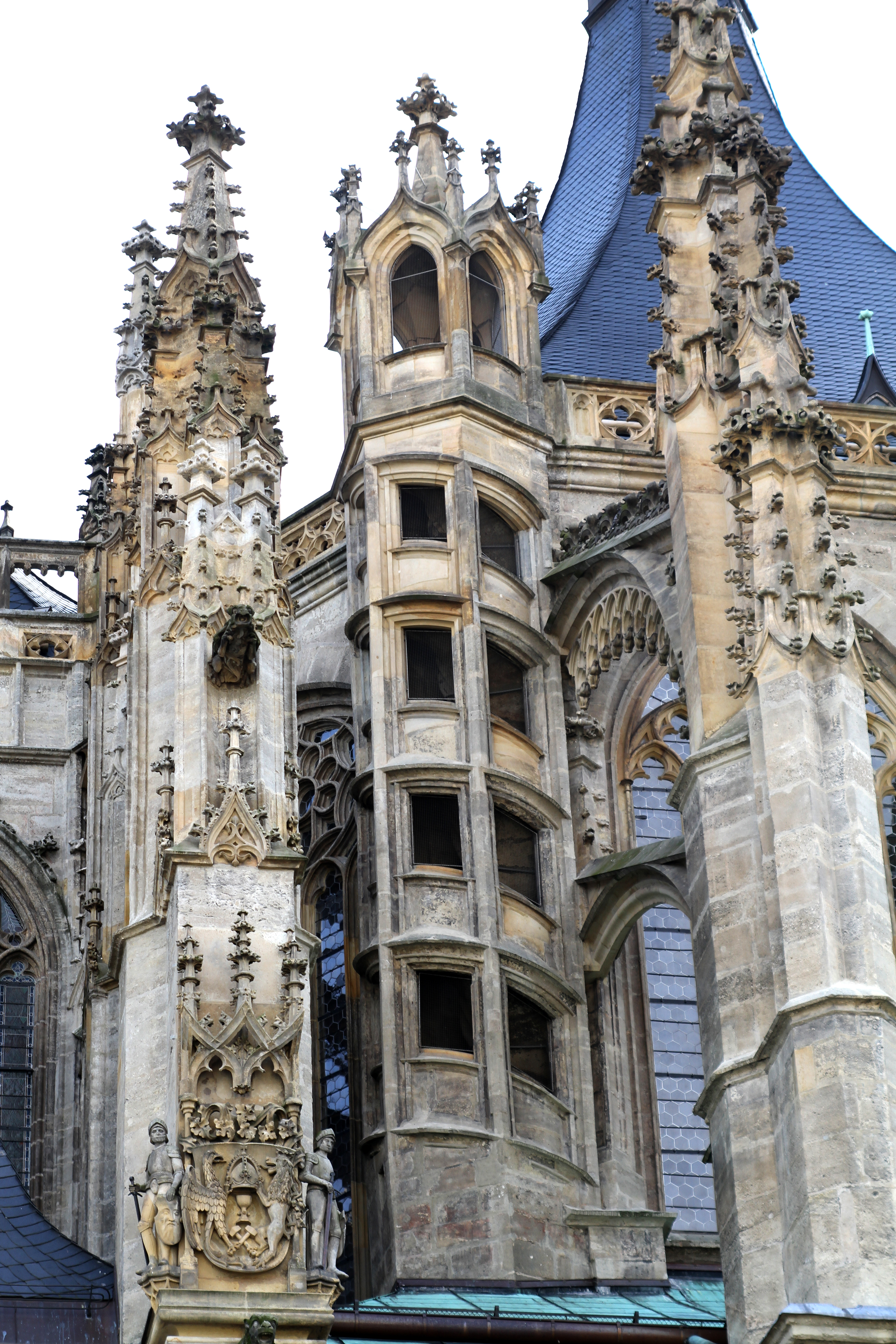
Detail sochařské výzdoby
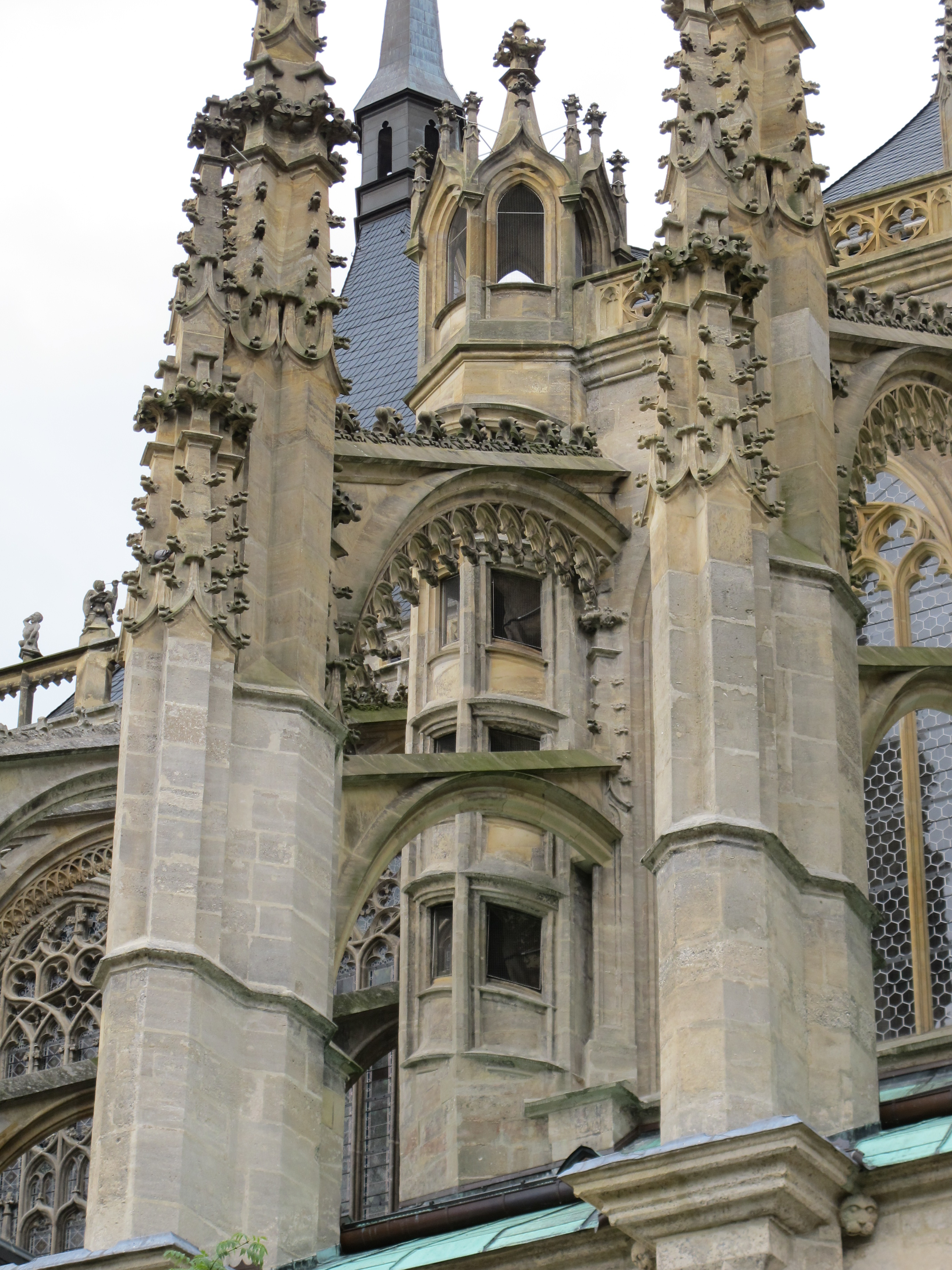
Detail sochařské výzdoby
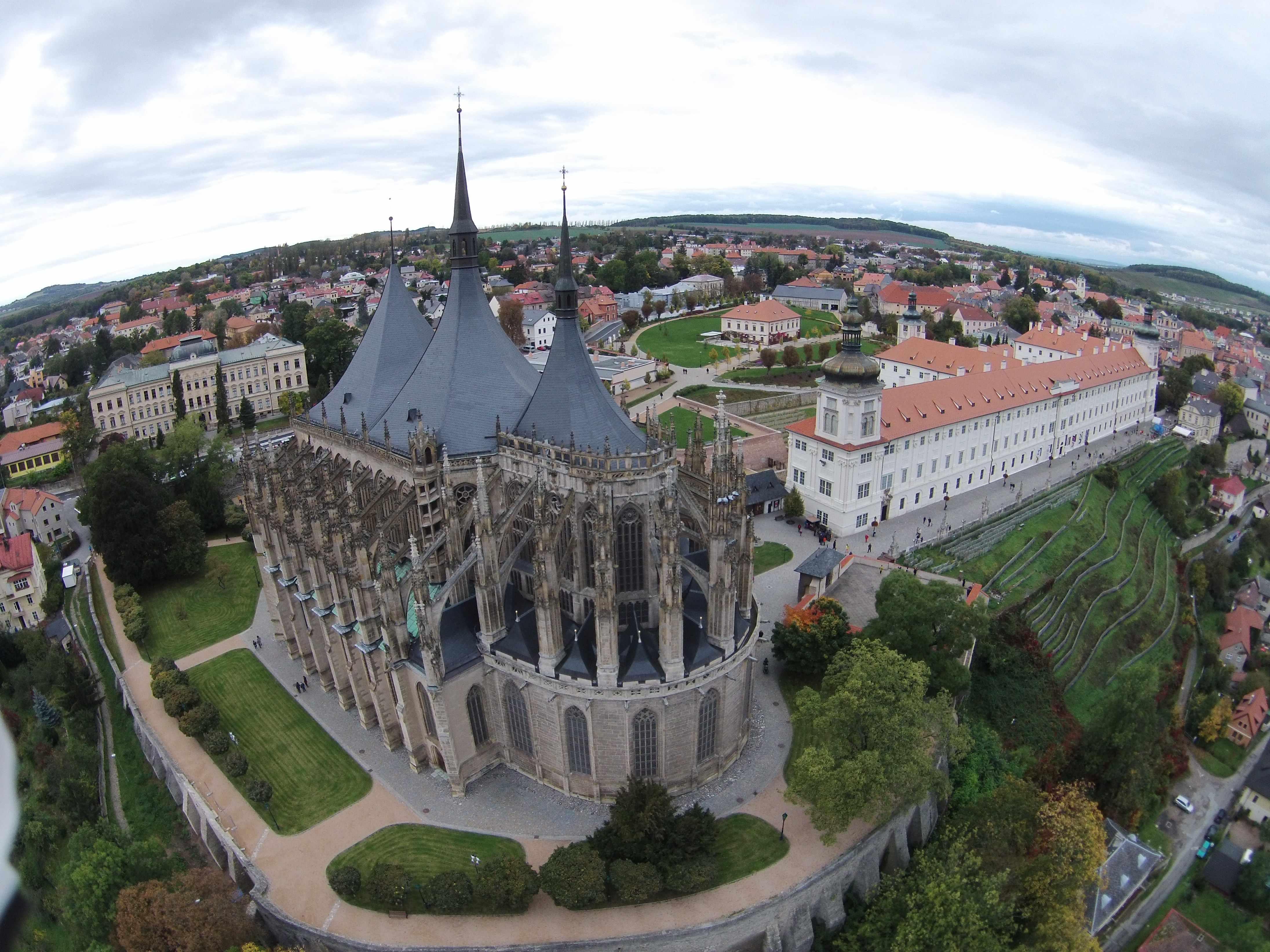
Letecký pohled
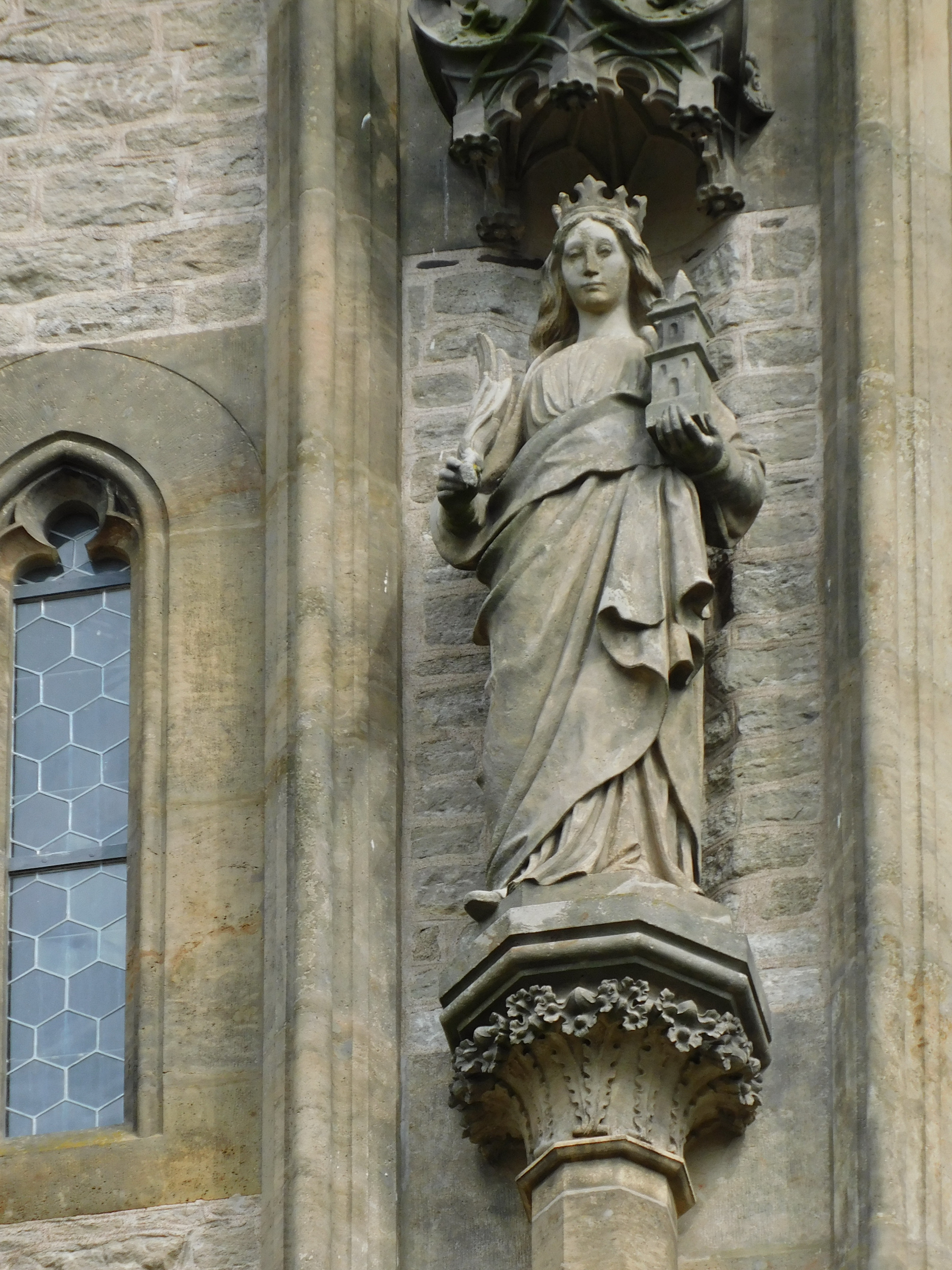
Socha sv. Barbory